# Cyclommatus strigiceps strigiceps
Cyclommatus strigiceps strigiceps es una subespecie de coleóptero de la familia Lucanidae.

## Distribución geográfica
Habita en Bután y en  Sikkim y Darjeeling en la India.